# Božići (Novi Travnik, BiH)
Božići su naseljeno mjesto u općini Novi Travnik, Federacija Bosne i Hercegovine, BiH.

## Stanovništvo

### 1991.
Nacionalni sastav stanovništva 1991. godine, bio je sljedeći:
ukupno: 183
- Muslimani - 144
- Srbi - 38
- ostali, neopredijeljeni i nepoznato - 1

### 2013.
Nacionalni sastav stanovništva 2013. godine, bio je sljedeći:
ukupno: 71
- Bošnjaci - 70
- ostali, neopredijeljeni i nepoznato - 1